# Valea Moldovei
Valea Moldovei (in passato Valea Seacă) è un comune della Romania di 3 779 abitanti, ubicato nel distretto di Suceava, nella regione storica della Bucovina. 
Il comune è formato dall'unione di 2 villaggi: Mironu e Valea Moldovei.
Nel 2004 si è staccato da Valea Moldovei il villaggio di Capu Câmpului, andato a formare un comune autonomo.